# Червень 2017
Червень 2017 — шостий місяць 2017 року, що розпочався в четвер 1 червня та закінчився в п'ятницю 30 червня.

## Події
- 1 червня
  - Дональд Трамп оголосив, що США вийдуть з Паризької кліматичної угоди[1].
  - У столиці Філіппін Манілі невідомий чоловік відкрив стрілянину[en] на території курортного комплексу Resorts World Manila, загинуло понад 30 осіб[2].
- 3 червня
  - У результаті серії терористичних атак в Лондоні загинуло 7 чоловік та 30 було поранено[3].
  - В Україні запустили нову соціальну мережу Ukrainians[4]
  - Реал (Мадрид) переміг Ювентус і став першою командою, яка захистила титул переможця Ліги чемпіонів УЄФА.
- 4 червня
  - Трійця; святковий день в Україні[5].
- 5 червня
  - Саудівська Аравія, Єгипет, Об'єднані Арабські Емірати і Бахрейн розірвали дипломатичні зв'язки з Катаром, звинувативши його в підтримці тероризму, припинили транспортне сполучення і висилають катарців зі своїх країн[6].
  - Чорногорія офіційно стала 29-м членом НАТО[7][8].
  - Вперше з 2012 року оголошено про відкриття нових супутників Юпітера — S/2016 J 1 і S/2017 J 1[9][10][11].
  - У Києві поховали колишнього предстоятеля Української греко-католицької церкви Любомира Гузара
- 7 червня
  - 120 людей загинули в результаті авіакатастрофи літака Shaanxi Y-8 над М'янмою[12].
  - У результаті нападу двох груп терористів на будівлю парламенту і мавзолей Ірану загинуло 12 осіб, 39 постраждали[13].
- 8 червня
  - Верховна Рада України на законодавчому рівні визначила вступ до НАТО метою зовнішньої політики України[14].
  - У Великій Британії відбулися парламентські вибори[15]
- 9 червня
  - Міжнародний олімпійський комітет додав у програму Літніх олімпійських ігор 2020 року, які пройдуть в Токіо, 15 нових дисциплін[16].
- 10 червня
  - В Астані розпочала роботу Всесвітня виставка «Експо-2017», в якій взяли участь понад 100 країн. Її тема — «Енергія майбутнього». Виставка тривала протягом трьох місяців.[17]
- 11 червня
  - Почав діяти безвізовий режим між Україною та Європейським Союзом[18].
  - Перший тур Парламентських виборів у Франції.
  - Рафаель Надаль вдесяте переміг на Відкритому чемпіонаті Франції з тенісу, Олена Остапенко зробила це вперше[19].
- 12 червня
  - У 200 містах Росії пройшли багатотисячні антикорупційні мітинги. Повідомляють про затримання у Москві близько 750 осіб, у тому числі — Олексія Навального; у Санкт-Петербурзі — близько 900[20].
  - Піттсбург Пінгвінс вдруге поспіль став переможцем НХЛ сехону 2016/2017 рр., перемігши у фінальній серії з 6 ігор Нашвілл Предаторс[21].
- 13 червня
  - Голден-Стейт уп'яте став чемпіоном НБА, вигравши п'ятий матч фінальної серії[en] у Клівленда[22].
  - Сильні мусонні дощі спричинили численні зсуви на південному сході Бангладеш. Внаслідок зсувів загинуло близько 60 осіб.[23].
- 14 червня
  - 6 осіб загинуло та 64 постражлали в результаті пожежі, що триває у будівлі Grenfell Tower у Лондоні[24].
  - У Харкові розпочався 42-й Чемпіонат Європи з боксу 2017, що буде тривати до 26 червня[25].
- 15 червня
  - В Європейському Союзі скасована плата за роумінг.[26][27]
- 16 червня
  - Помер відомий німецький політик, канцлер Федеративної Республіки Німеччини Гельмут Коль[28].
- 18 червня
  - На Чемпіонаті Європи зі стрибків у воду збірна України перемогла у командному заліку медалей.
  - У другому турі Парламентських виборів у Франції партія президента Франції Еммануеля Макрона «Вперед, республіко!» отримала більшість голосів[29].
- 19 червня
  - Рада Євросоюзу продовжила на рік санкції, введені в 2014 році щодо Криму і Севастополя після їхньої анексії Росією[30].
  - Лісові пожежі в Португалії вбили 61 людину[31].
- 20 червня
  - Президент України Петро Порошенко провів першу зустріч із президентом США Дональдом Трампом[32].
- 22 червня
  - Під час битви за Мосул бойовики ІДІЛ підірвали Велику мечеть Аль-Нурі.
- 24 червня
  - На південному заході Китаю після сильних дощів стався великий зсув ґрунту[en], пропали безвісти більше 100 людей[33].
  - На Чемпіонаті Європи з боксу збірна України перемогла у загальному медальному заліку; переможцями стали Олександр Хижняк, Віктор Вихрист та Юрій Шестак.
- 25 червня
  - Більше 120 людей згоріли заживо та десятки отримали травми внаслідок загоряння й вибуху нафтовозу поблизу Бахавалпура в провінції Пенджаб у Пакистані[34].
  - Чергові парламентські вибори в Албанії[35].
- 27 червня
  - Державні та великі комерційні установи України зазнали масштабної вірусної атаки[36].
  - У Києві внаслідок підриву автомобіля загинув полковник Головного управління розвідки МО України Максим Шаповал[37].
  - Європейська комісія оштрафувала Google на 2,42 млрд євро за зловживання домінуючим положенням на ринку[38].
  - У Лондоні на 92-му році життя помер англійський письменник і сценарист, автор широко відомої серії книг про ведмедика Паддінгтона, нагороджений Орденом Британської імперії Майкл Бонд[39].
- 28 червня
  - День Конституції України; святковий день в Україні.[5]
- 29 червня
  - Іракські збройні сили оголосили про падіння халіфату ІДІЛ після захоплення мечеті Аль-Нурі в Мосулі — «столиці ІДІЛ» в Іраку[40].
  - Постійна палата третейського суду в Гаазі ухвалила рішення на користь Словенії у територіальному спорі щодо Піранської затоки з Хорватією[41].
- 30 червня
  - Бундестаг проголосував за легалізацію одностатевих шлюбів у Німеччині[42].
  - В Італії, за підозрою у вбивстві журналіста Андреа Роккеллі, затримано бійця НГУ Віталія Марківа[43].